# The Cosmos Rocks
The Cosmos Rocks – wydany w 2008 jedyny album studyjny zespołu Queen + Paul Rodgers, nagrany przy udziale wokalisty Paula Rodgersa. 15 września 2008 został wydany w Europie, a 28 października – w Ameryce. 22 lipca 2013 w Wielkiej Brytanii zdobył status srebrnej płyty.

## Historia
Zespół wszedł do domowego studia Rogera Taylora pod koniec 2006 r., kiedy to skończono amerykańską część światowej trasy koncertowej. Właśnie w Ameryce zespół pokazał nowy utwór napisany przez Rodgersa – „Take Love”. Mówiło się o tym, jakoby i ona miała znaleźć się na nowym albumie. Początkowe sesje były zaplanowane tak, aby nie kolidowały z solową trasą koncertową Rodgersa w 2007 roku. W ramach jej promocji Rodgers napisał specjalnie dwa zupełnie nowe utwory – „Warboys” i „Voodoo”. Ponieważ dawny basista Queen, John Deacon, zaprzestał działalności artystycznej w 2003 roku, na gitarze basowej musiał grać ktoś inny. I tak obowiązki basisty zostały podzielone między Rodgersa i Maya. Pierwszy singiel, Say It's Not True ukazał się ponad 9 miesięcy przed premierą albumu. Drugi singiel, C-lebrity pierwotnie został wykonany w programie Ala Murraya „Happy Hour”. Wersja studyjna miała swoją premierę 8 września.

## Lista utworów
1. Cosmos Rockin’ (Taylor) (4:10)
2. Time To Shine  (Rodgers) (4:23)
3. Still Burnin’  (May) (4:04)
4. Small  (Taylor) (4:39)
5. Warboys  (Rodgers) (3:18)
6. We Believe (May) (6:08)
7. Call Me (Rodgers) (2:59)
8. Voodoo (Rodgers) (4:27)
9. Some Things That Glitter (May) (4:03)
10. C-lebrity (Rodgers) (3:38)
11. Through The Night (Rodgers) (4:54)
12. Say It's Not True (Taylor) (4:00)
13. Surf’s Up . . . School’s Out !  (Taylor)(5:38)
14. Small reprise  (Taylor) (2:05)
15. Runaway (5:28) (tylko w iTunes) (Shannon/Crook)

Wszystkie piosenki wykonane i wyprodukowane przez Queen + Paul Rodgers.

### Bonusy
Wydanie z płytą DVD – fragment wydawnictwa Super Live in Japan
1. Reaching Out
2. Tie Your Mother Down
3. Fat Bottomed Girls
4. Another One Bites the Dust
5. Fire & Water
6. Crazy Little Thing Called Love
7. Teo Torriatte (Let Us Cling Together)
8. These Are The Days Of Our Lives
9. Radio Ga Ga
10. Can't Get Enough
11. I Was Born to Love You
12. All Right Now
13. We Will Rock You
14. We Are the Champions
15. God Save The Queen

## Informacje dodatkowe

### Cosmos Rockin'
Utwór napisany przez Rogera Taylora. Słychać tutaj nawiązania do starszych piosenek Queen: Keep Yourself Alive (1973), Don’t Stop Me Now (1978) i One Vision (1985). Jest to prosta, aczkolwiek bardzo żywiołowa rockandrollowa kompozycja.

### Time To Shine
Kompozycja ta została wykonana na żywo po raz pierwszy 23 września 2008 w Antwerpii. Piosenka została napisana przez Paula Rodgersa.

### Still Burnin'
Utwór został napisany przez Briana Maya. Jego charakterystyczne cechy to nacisk na wokal, gitary, bas i fortepian. W końcówce nawiązanie do We Will Rock You, które również było jego autorstwa.

### Small
Kolejna kompozycja napisana przez Rogera Taylora. Utwór o tym, że każdy potrzebuje swojego miejsca, kącika, gdzie po prostu usiądzie sobie sam na sam ze sobą i siłami przyrody.

### Warboys
"Warboys” został napisany przez Paula Rodgersa jako protest song przeciwko wojnie. Zadebiutował jako jedna z dwóch nowych piosenek napisanych przez Rodgersa w 2007 roku specjalnie na jego trasę koncertowa po Wielkiej Brytanii.

### We Believe
Utwór kolejny jest autorstwa Briana Maya. Jest to najdłuższa piosenka na albumie.

### Call Me
Kompozycja napisana przez Paula Rodgersa z gatunku rockabilly, w stylu dawnego hitu Crazy Little Thing Called Love.

### Voodoo
Druga piosenka napisana przez Rodgersa na ostatnią solową trasę koncertową po Wielkiej Brytanii w 2007 roku.

### Some Things That Glitter
Typowy love song napisany przez Briana Maya. Wyróżnia go użycie fortepianu. W charakterze podobny do dawnego utworu Bad Company Silver, Blue and Gold.

### C-lebrity
Napisana przez Rogera Taylora traktuje o dzisiejszym rozumieniu sławy i sukcesu. Fani poznali ją już w kwietniu, kiedy to muzycy postanowili wykonać ją w programie Ala Murraya „Happy Hour”. Dodatkowo utwór został wybrany także na pierwszy singiel z albumu.

### Through The Night
Piosenka została napisana przez Paula Rodgersa.

### Say It's Not True
Piosenka „Say It's Not True” została napisana przez Rogera Taylora jako dar dla Nelsona Mandeli. Po raz pierwszy wykonana w 2003 roku na inauguracyjnym koncercie kampanii 46664 w Kapsztadzie. Wokalistami są wszyscy trzej członkowie zespołu. Taylor zaczyna pierwszy wers i refren, kolejny wers – May. Następnie łączą siły w drugim refrenie, po to, aby za chwilę przejść w dynamiczną gitarową część z wokalem Rodgersa.

### Surf's Up ... School's Out!
Przypominająca stare utwory Rogera Taylora jest kompozycją o buncie i wolności.

### Small (Reprise)
Repryza utworu „Small”. Wyróżniają ją ciche i nieco zniekształcone chórki, jak gdyby były słyszane z wielkiej odległości. Istnieje tylko jedna wyraźna linia wokalu nagrana przez Rodgersa: jest to ostatni wers tego utworu i ostatni wers albumu.

### Runaway
Pierwotnie napisany przez Dela Shannona i Maxa Crook'a „Runaway” opowiada historię człowieka, którego długofalowe stosunki ze swoją dziewczyną właśnie się załamały. Pyta, dlaczego musiał zakończyć związek, pokazuje, że wciąż troszczy się o swoją byłą. Piosenka została nagrana ponownie w 2008 roku, kiedy to Roger Taylor, Brian May i Paul Rodgers postanowili nagrać nowy album. Cover nie znalazł się jednak na albumie, jest dostępny jako część albumu w sklepie iTunes.

## Skład nagrywający
- Paul Rodgers – wokal, chórki, gitara, fortepian, klawisze
- Brian May – gitara, gitara basowa, fortepian, klawisze, wokal, chórki
- Roger Taylor – perkusja, instrumenty perkusyjne, klawisze, wokal, chórki s
- Taylor Hawkins – chórki (C-lebrity)

- Produkcja:

Brian May, Paul Rodgers, Roger Taylor
- Postprodukcja:

Joshua J. Macrae, Justin Shirley-Smith, Kris Fredriksson
Wszystkie piosenki napisane przez Queen + Paul Rodgers.
Album dedykowany Freddiemu Mercuremu.

## Formaty albumu
1. Tour Edition – Queen Online Only CD
2. Standard CD
3. Special Edition CD + DVD (Combo)
4. East European Version CD
5. Gatefold Vinyl
6. iTunes Album Exclusive format

## Single
CD
- C-lebrity / C-lebrity (All Murray’s Happy Hour Video) / C-lebrity (Now Play It Tutorial)
- C-lebrity / Say It's Not True / Tie Your Mother Down (Live In Sheffield) / C-lebrity (Video) (Live At Murray's Happy Hour) / Say It's Not True (Video)

7”
- C-lebrity / Fire & Water (Super Live in Japan)

Digital Bundle
- C-lebrity / Fire & Water (Super Live in Japan)

iTunes Exclusive bundle
- C-lebrity / Fire & Water (Super Live in Japan) / The Show Must Go On (Super Live in Japan)

## Członkowie zespołu o albumie
Brian May, magazyn Classic Rock (2008):
”Tytuł roboczy albumu brzmi „The Cosmos Rocks”. Mieliśmy mnóstwo zabawy tworząc go, więc tak już pewnie pozostanie.„
”Zastanawiamy się nad dołączeniem coveru piosenki z lat 50, ale nie powiem jakiej. Jednym z utworów jest „Whole House Rocking” [ostatecznie przemianowany na Cosmos Rockin' – przyp. tłum.], dość prosty i wesoły. Paul napisał parę naprawdę fajnych kawałków, które można by porównać do naszego stylu z czasów Sheer Heart Attack, między innymi bardzo przyjemną pioseneczkę Call Me. Może nie jest to druga Killer Queen, ale ma w sobie taką samą lekkość. Mamy też utrzymany w optymistycznym nastroju utwór We Believe.„
Roger Taylor, magazyn Classic Rock (2008):
”Kiedy tylko któremuś z nas przychodził do głowy jakiś utwór, od razu go nagrywaliśmy. Paul ma zupełnie inną metodę pracy niż my. Brian i ja zawsze stajemy na głowie, żeby zapiąć wszystko na ostatni guzik. Jesteśmy chyba dwoma najbardziej kłótliwymi i wybrednymi osobami jakie kiedykolwiek spotkał. Uczyliśmy go nawet, jak śpiewać harmonie wokalne, czego nigdy wcześniej nie robił, on za to nauczył nas spontaniczności.„
”Nagraliśmy też nową wersję Say It's Not True, piosenki którą napisaliśmy dla Nelsona Mandeli i udostępniliśmy do ściągnięcia za darmo. Teraz wszyscy śpiewamy zwrotki po kolei, a końcówka ma cięższe brzmienie.„
”Właściwie będzie to chyba najbardziej dający czadu album, jaki Queen nagrała do tej pory, choć znajdzie się na nim także parę wolniejszych, nastrojowych momentów.„
”Zarówno ja jak i Brian śpiewamy na albumie i będzie nas słychać, choć nie jest łatwo przebić Paula.„
”Album nagrywaliśmy w moim prywatnym studiu, w Surrey. Wszystko co usłyszycie zostało nagrane tradycyjnymi metodami.„
Paul Rodgers, magazyn Classic Rock (2008):
”Zobaczyć, w jaki sposób oni tworzą te piękne harmonie wokalne to było coś niesamowitego, ale czasami brałem po prostu do ręki akustyka i improwizowaliśmy, tak więc są też spokojniejsze, nastrojowe momenty.„

## Trasa koncertowaRock the Cosmos Tour[5][6]
Trasa promująca nowy album odbyła się w 2008 roku i obejmowała 33 koncerty w Europie. W połowie listopada grupa dała jeden koncert na Bliskim Wschodzie. Pod koniec roku zespół zagrał po raz pierwszy od 27 lat w Ameryce Południowej.
20 września miał odbyć się koncert w Polsce w ramach Przestrzeni Wolności w Stoczni Gdańskiej. Niestety z winy sponsora koncert nie odbył się.
W czasie trasy zespół wykonywał utwory Queen, Free i Bad Company. Z The Cosmos Rocks granych było około czterech utworów. Koncerty zwykle trwały około 140 minut. Granych było około 25 piosenek oraz solo na gitarze, perkusji i basie. Koncerty kończył zgodnie z tradycją hymn brytyjski.
2008 rok
- 12/09 Plac Wolności, Charków, Ukraina – darmowy koncert w ramach kampanii AntiAIDS na Ukrainie – widownia 350 tys.

- 15/09 Olimpijskij, Moskwa, Rosja
- 16/09 Olimpijskij, Moskwa, Rosja
- 19/09 Arēna Rīga, Ryga, Łotwa
- 21/09 Velodrom, Berlin, Niemcy
- 23/09 Sportpaleis Antwerp, Antwerpia, Belgia
- 24/09 Palais Omnisports de Paris-Bercy, Paryż, Francja
- 26/09 PalaLottomatica, Rzym, Włochy
- 28/09 Datchforum, Mediolan, Włochy
- 29/09 Hallenstadion, Zurych, Szwajcaria
- 01/10 Olympiahalle, Monachium, Niemcy
- 02/10 SAP Arena, Mannheim, Niemcy
- 04/10 TUI Arena, Hannover, Niemcy
- 05/10 Color Line Arena, Hamburg, Niemcy
- 07/10 Ahoy Rotterdam, Rotterdam, Holandia
- 08/10 Rockhal – Luksemburg
- 10/10 Nottingham Arena, Nottingham, Anglia
- 11/10 SECC Arena, Glasgow, Szkocja
- 13/10 The O2, Londyn, Anglia
- 14/10 Cardiff Arena, Cardiff, Walia
- 16/10 National Indoor Arena, Birmingham, Anglia
- 18/10 Echo Arena, Liverpool, Anglia
- 19/10 Sheffield Arena, Sheffield, Anglia
- 22/10 Palau Sant Jordi, Barcelona, Hiszpania
- 24/10 Estadio Nueva Condomina, Murcia, Hiszpania
- 25/10 Palacio de los Deportes, Madryt, Hiszpania
- 28/10 Budapest Sports Arena, Budapeszt, Węgry
- 29/10 Belgradzka Arena, Belgrad, Serbia
- 31/10 O2 Arena, Praga, Czechy
- 01/11 Wiener Stadthalle, Wiedeń, Austria
- 04/11 Metro Radio Arena, Newcastle, Anglia
- 05/11 MEN Arena, Manchester, Anglia
- 07/11 The O2, Londyn, Anglia
- 08/11 Wembley Arena, Londyn, Anglia

- 14/11 Racecourse, Dubaj, Zjednoczone Emiraty Arabskie
- 19/11 Estadio San Carlos de Apoquindo, Santiago, Chile
- 21/11 Estadio José Amalfitani, Buenos Aires, Argentyna
- 26/11 Via Funchal, São Paulo, Brazylia
- 27/11 Via Funchal, São Paulo, Brazylia
- 29/11 HSBC Arena, Rio de Janeiro, Brazylia